# 전 세계에 울려 퍼진 총성

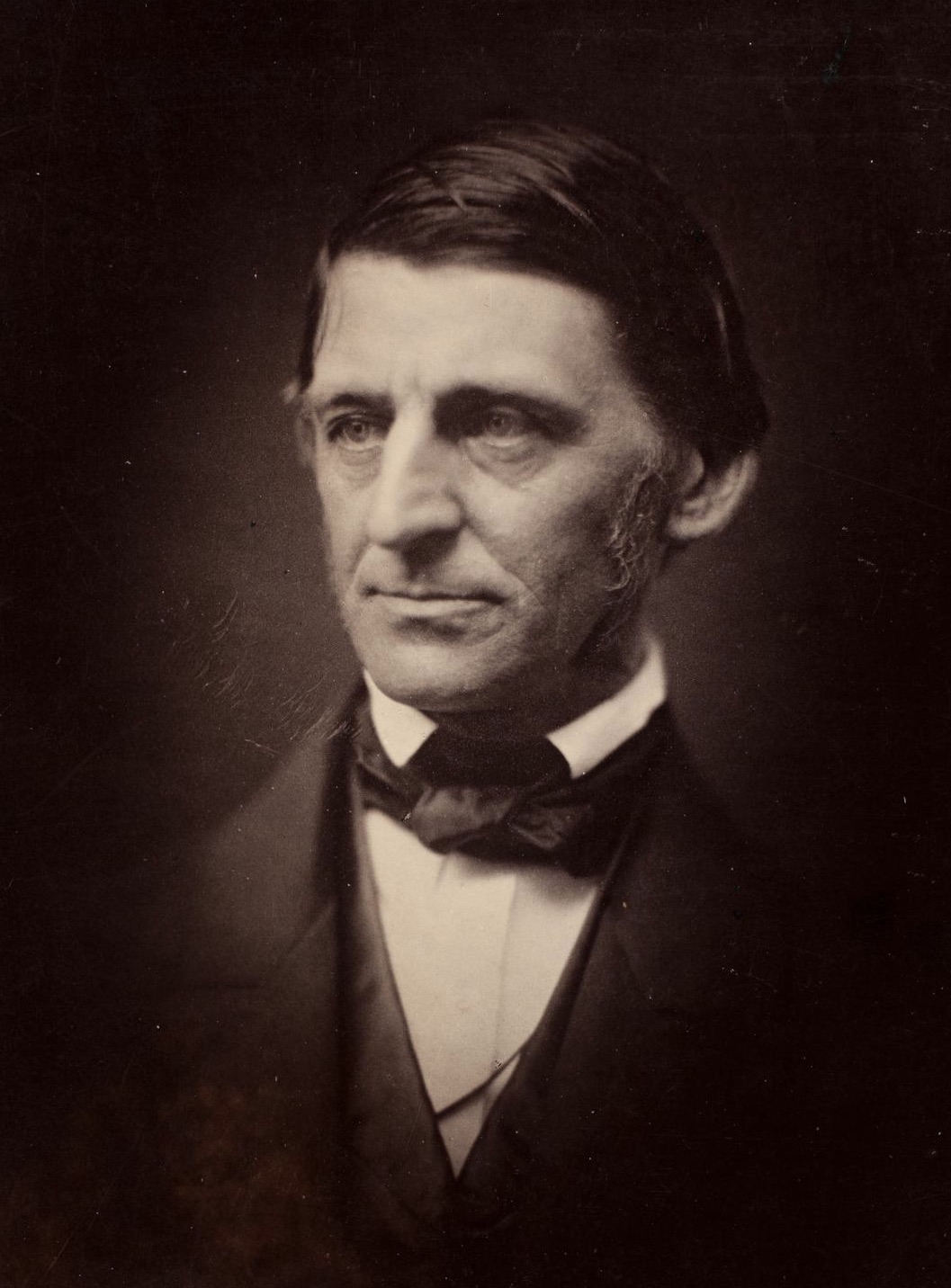
1837년 시 "콩코드 찬가"에 이 문구가 포함된 랠프 월도 에머슨

"전 세계에 울려 퍼진 총성"(영어: Shot heard round the world)은 1775년 4월 19일 렉싱턴 콩코드 전투의 첫 총성을 가리키는 문구로, 이는 미국 독립 전쟁을 촉발하고 미국의 건국으로 이어졌다. 이 문구는 랠프 월도 에머슨의 1837년 시 "콩코드 찬가"의 첫 구절에서 유래했다. 이 문구는 이후 1914년 사라예보 사건에도 적용되었는데, 이는 제1차 세계 대전의 촉매제가 되었으며, 스포츠 분야의 위업에도 과장되게 적용되었다.

## 미국 독립 전쟁
급류를 가로지른 거친 다리 곁에서,

4월의 산들바람에 펄럭이는 그들의 깃발,

이곳에 한때 전투에 나선 농부들이 서서,

전 세계에 울려 퍼진 총성을 발사했네.

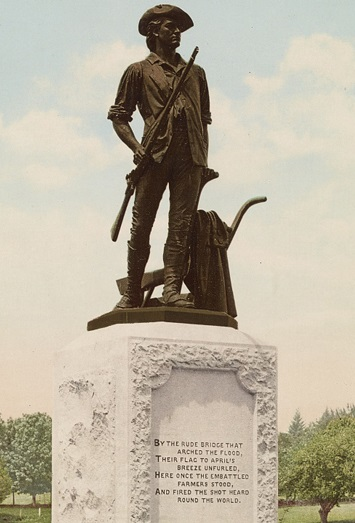
대니얼 체스터 프렌치가 제작한 미닛맨 동상 받침대에 새겨진 "콩코드 찬가"의 첫 구절로, 매사추세츠주 콩코드의 노스 브리지에 위치한다.

이 문구의 유래가 된 에머슨의 "콩코드 찬가"는 그날의 초기 교전이었던 올드 노스 브리지 전투에 대해 쓰여졌다. 에머슨은 시를 쓰고 있을 당시 올드 맨스라는 집에서 살았는데, 그의 할아버지와 아버지(당시 어린아이)가 그 집에서 교전을 목격했다. 그 집은 올드 노스 브리지에서 약 300 피트 (91 m) 떨어져 있다.
노스 브리지에서 발사된 총성이 정말로 미국 혁명의 첫 총성인지는 합의된 바가 없다. 이는 특히 콩코드와 렉싱턴 두 마을 간의 논쟁거리이자 증명할 수 없는 의견의 문제이다. 이전에 렉싱턴 전투 광장에서 영국군이 존 파커 대위가 이끄는 미닛맨 부대와 마주친 적이 있었다. 양측 모두 발포 명령을 내리지 않았지만, 영국군 병사들은 어쨌든 자발적으로 흐트러진 일제 사격을 가하고 총검 돌격을 감행했다 (첫 총성이 영국군 병사에 의해 발사되었는지 미국 저격수에 의해 발사되었는지는 알 수 없다). 미국인 8명이 사망하고 미국인들은 전장을 떠났으며, 영국군은 콩코드 방향으로 계속 진격했다. 한 영국군 병사는 미상의 출처에서 발사된 총탄에 의해 찰과상을 입었다.
사실 관계와는 무관하게 에머슨은 자신의 시에서 이후 노스 브리지에서의 교전을 혁명의 서막으로 묘사했다. 노스 브리지 전투에서는 명령에 따라 행동한 미국인들에 의한 첫 고의적 일제 사격, 첫 영국군 사망, 그리고 첫 영국군 후퇴가 있었다. 미닛맨 동상에 있는 명판에는 부분적으로 "1775년 4월 19일, 영국군의 침략에 대한 첫 강제적 저항이 이루어졌다..."라고 적혀 있다.

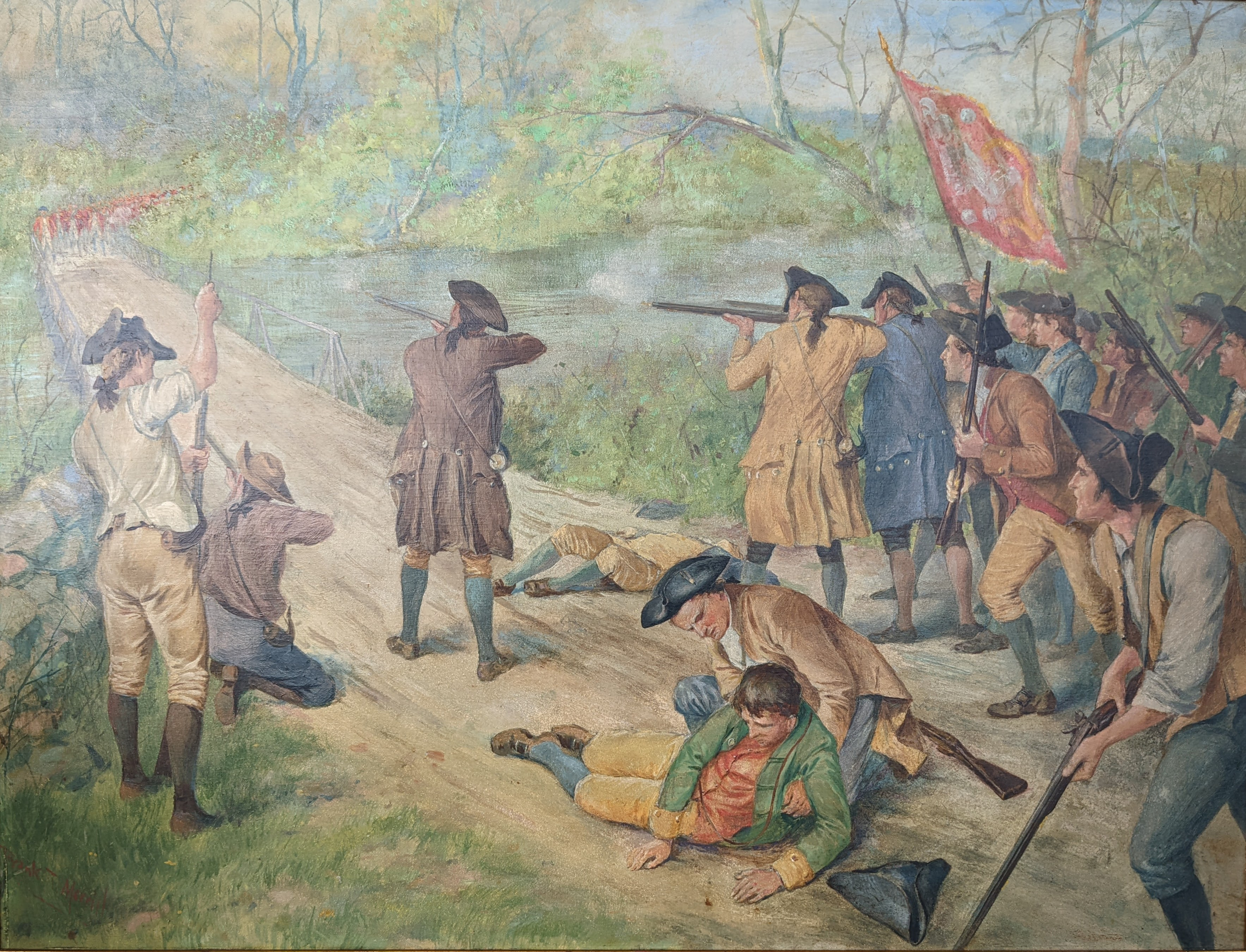
노스 브리지 전투에 대한 화가의 그림

렉싱턴과 콩코드 마을은 적어도 1824년 질베르 뒤 모티에 드 라파예트 후작이 미국을 방문하여 두 마을을 방문했을 때부터 첫 총성이 발사된 지점에 대해 논쟁해왔다. 그는 렉싱턴에서 시 당국으로부터 "미국 자유의 발상지"로 묘사되며 환영받았다. 라파예트 후작은 이후 콩코드에서 "첫 강제적 저항"이 그곳에서 이루어졌다는 통보를 받았다. 율리시스 S. 그랜트 대통령은 이 문제를 회피하기 위해 1875년 이 지역의 100주년 기념 행사에 참석하지 않는 것을 고려했다. 1894년 렉싱턴은 매사추세츠주 의회에 4월 19일을 "렉싱턴 데이"로 선포해 줄 것을 청원했으나 콩코드가 반대했다. 현재 이 휴일의 이름은 애국일이다.

## 사라예보 사건
국제적으로 "전 세계에 울려 퍼진 총성"이라는 문구는 "shots heard round the world" 또는 "shot heard around the world"로도 쓰이며, 주로 1914년 6월 28일 사라예보에서 일어난 사라예보 사건과 관련이 있다. 이 사건은 제1차 세계 대전의 원인 중 하나로 여겨진다. 세르비아인 가브릴로 프린치프는 두 발의 총성을 발사했는데, 첫 발은 프란츠 페르디난트의 아내인 조피 초테크 폰 호헨베르크 여공작을 맞췄고, 두 번째 발은 대공 자신을 맞췄다. 오스트리아-헝가리 제국 황위 계승자인 프란츠 페르디난트의 죽음은 오스트리아-헝가리와 유럽의 나머지 지역을 제1차 세계 대전으로 몰아넣었다.

## 광범위한 관용적 사용
"전 세계에 울려 퍼진 총성"이라는 문구는 21세기에도 계속해서 일반적인 속담으로 사용되며, 비범한 사건들을 지칭하는 데 널리 쓰인다. 이 문구는 스포츠 역사에서 여러 극적인 순간에 적용되어 왔다.
야구에서 "전 세계에 울려 퍼진 총성"은 1951년 10월 3일 뉴욕 자이언츠 외야수 보비 톰슨이 브루클린 다저스 투수 랠프 브랜카를 상대로 내셔널 리그 (야구) 우승을 확정 짓는 끝내기 홈런을 친 것을 의미한다. 자이언츠는 이 홈런으로 경기를 5대4로 이겨 페넌트 플레이오프 시리즈에서 오랜 라이벌을 물리쳤지만, 결국 뉴욕 양키스에게 월드 시리즈를 내주었다.
축구에서 전 세계에 울려 퍼진 총성은 미국 축구 국가대표팀의 폴 칼리지우리가 1989년 11월 19일 1990년 FIFA 월드컵 최종 예선 라운드에서 터뜨린 결승골을 의미한다. 미국은 1950년 이후 월드컵 본선에 진출하지 못했다. 팀은 CONCACAF 플레이오프에서 최종 경기 전 3위를 기록하고 있었다. 상대인 트리니다드 토바고 축구 국가대표팀은 무승부만 기록해도 본선에 진출할 수 있었다. 수비형 미드필더 칼리지우리는 골대에서 40야드 떨어진 곳에서 공을 받았고, 스트라이커에게 패스하는 대신 수비수 한 명을 제치고 30야드 슛을 날려 골문에 꽂아 넣었다.
골프에서 전 세계에 울려 퍼진 총성은 1935년 1935년 마스터스 토너먼트 최종 라운드에서 진 사라젠이 15번 홀에서 기록한 앨버트로스(또는 더블 이글)를 의미한다. 사라젠은 36홀 플레이오프에서 토너먼트 우승을 차지했다.